# NGC 124
NGC 124 é uma galáxia espiral (Sc) localizada na direcção da constelação de Cetus. Possui uma declinação de -01° 48' 37" e uma ascensão recta de 0 horas, 27 minutos e 52,3 segundos.
A galáxia NGC 124 foi descoberta em 27 de Setembro de 1880 por Ernst Wilhelm Leberecht Tempel.